# Pro Victoria Pallavolo 2022-2023
Questa voce raccoglie le informazioni riguardanti la Pro Victoria Pallavolo nelle competizioni ufficiali della stagione 2022-2023.

## Stagione
Nella stagione 2022-23 la Pro Victoria Pallavolo assume la denominazione sponsorizzata di Vero Volley Milano.
Partecipa per la settima volta alla Serie A1; chiude la regular season di campionato al terzo posto in classifica, qualificandosi per i play-off scudetto: perde la serie finale contro l'Imoco.
Il terzo posto al termine del girone di andata consente alla Pro Victoria di prendere parte alla Coppa Italia, dove viene sconfitta in finale dall'Imoco.
Disputa inoltre la Champions League; terminata la fase a gironi al primo posto nel proprio raggruppamento, nella fase a eliminazione diretta esce nei quarti di finale a seguito delle sconfitte, sia nella gara di andata che in quella di ritorno, contro il VakıfBank.

## Organigramma societario
Area direttiva
- Presidente: Carlo Rigaldo
- Direttore sportivo: Claudio Bonati
- Team manager: Cesare Capetti

Area tecnica
- Allenatore: Marco Gaspari
- Allenatore in seconda: Luca Bucaioni
- Assistente allenatore: Simone Bendandi
- Scout man: Danilo Contrario

Area sanitaria
- Medico: Carlo Maria Pozzi
- Preparatore atletico: Silvio Colnago
- Fisioterapista: Edoardo Chimenti

## Rosa
| N° | Nome                  | Ruolo | Data di nascita  | Nazionalità sportiva |
| -- | --------------------- | ----- | ---------------- | -------------------- |
| 2  | Pauline Martin        | O     | 4 settembre 2002 | Belgio               |
| 3  | Magdalena Stysiak     | O     | 3 dicembre 2000  | Polonia              |
| 6  | Averie Allard         | P     | 21 aprile 1999   | Canada               |
| 7  | Raphaela Folie        | C     | 7 marzo 1991     | Italia               |
| 8  | Alessia Orro          | P     | 18 luglio 1998   | Italia               |
| 9  | Letizia Camera        | P     | 1º ottobre 1992  | Italia               |
| 10 | Beatrice Parrocchiale | L     | 26 dicembre 1995 | Italia               |
| 11 | Edina Begić           | S     | 9 ottobre 1992   | Bosnia ed Erzegovina |
| 12 | Jordan Thompson       | O     | 5 maggio 1997    | Stati Uniti          |
| 14 | Dana Rettke           | C     | 21 gennaio 1999  | Stati Uniti          |
| 15 | Jovana Stevanović     | C     | 30 giugno 1992   | Serbia               |
| 16 | Beatrice Negretti     | L     | 16 novembre 1999 | Italia               |
| 17 | Myriam Sylla          | S     | 8 gennaio 1995   | Italia               |
| 18 | Hanna Hryškevič       | S     | 8 febbraio 2000  | Bielorussia          |
| 23 | Jordan Larson         | S     | 16 ottobre 1986  | Stati Uniti          |
| 28 | Sonia Candi           | C     | 8 novembre 1993  | Italia               |

## Mercato
| Acquisti | Acquisti          | Acquisti        | Acquisti   |
| R.       | Nome              | da              | Modalità   |
| -------- | ----------------- | --------------- | ---------- |
| P        | Averie Allard     | Saskatchewan    | definitivo |
| S        | Edina Begić       | Dinamo Mosca    | definitivo |
| P        | Letizia Camera    | Savino Del Bene | definitivo |
| C        | Raphaela Folie    | Imoco           | definitivo |
| S        | Jordan Larson     | -               | definitivo |
| O        | Pauline Martin    | Charleroi       | definitivo |
| C        | Jovana Stevanović | UYBA            | definitivo |
| S        | Myriam Sylla      | Imoco           | definitivo |
| O        | Jordan Thompson   | -               | definitivo |

| Cessioni | Cessioni           | Cessioni          | Cessioni   |
| R.       | Nome               | a                 | Modalità   |
| -------- | ------------------ | ----------------- | ---------- |
| P        | Jennifer Boldini   | Millenium Brescia | definitivo |
| C        | Anna Danesi        | AGIL              | definitivo |
| S        | Alessia Gennari    | Imoco             | definitivo |
| S        | Jordan Larson      | -                 | definitivo |
| S        | Katarina Lazović   | Beijing           | definitivo |
| O        | Pauline Martin     | -                 | svincolata |
| C        | Gaia Moretto       | Trentino          | definitivo |
| O        | Lise Van Hecke     | Hisamitsu Springs | definitivo |
| C        | Katerina Zakchaiou | UYBA              | definitivo |

## Risultati

### Serie A1

#### Girone di andata
| 1ª giornata - 23 ottobre 2022 Arena di Monza, Monza     | Pro Victoria          | 3 - 1 | Pinerolo      | 25-16, 25-17, 27-29, 25-13        |
| 2ª giornata - 26 ottobre 2022 PalaRadi, Cremona         | Casalmaggiore         | 2 - 3 | Pro Victoria  | 25-27, 21-25, 25-21, 26-24, 10-15 |
| 3ª giornata - 30 ottobre 2022 Arena di Monza, Monza     | Pro Victoria          | 3 - 0 | Bergamo 1991  | 25-22, 25-22, 25-21               |
| 4ª giornata - 2 novembre 2022 PalaEvangelisti, Perugia  | Wealth Planet Perugia | 2 - 3 | Pro Victoria  | 25-23, 20-25, 25-22, 27-29, 10-15 |
| 5ª giornata - 5 novembre 2022 Arena di Monza, Monza     | Pro Victoria          | 3 - 0 | Helvia Recina | 25-23, 25-17, 25-23               |
| 6ª giornata - 12 novembre 2022 Arena di Monza, Monza    | Pro Victoria          | 3 - 0 | Megavolley    | 25-19, 25-10, 25-18               |
| 7ª giornata - 16 novembre 2022 PalaWanny, Firenze       | Savino Del Bene       | 2 - 3 | Pro Victoria  | 25-23, 21-25, 25-20, 24-26, 8-15  |
| 8ª giornata - 20 novembre 2022 PalaVerde, Villorba      | Imoco                 | 3 - 1 | Pro Victoria  | 25-14, 25-23, 20-25, 25-16        |
| 9ª giornata - 27 novembre 2022 Arena di Monza, Monza    | Pro Victoria          | 3 - 1 | Chieri '76    | 25-21, 25-19, 23-25, 25-21        |
| 10ª giornata - 4 dicembre 2022 PalaCastagnaretta, Cuneo | Cuneo Granda          | 0 - 3 | Pro Victoria  | 19-25, 19-25, 22-25               |
| 11ª giornata - 11 dicembre 2022 Arena di Monza, Monza   | Pro Victoria          | 2 - 3 | AGIL          | 19-25, 16-25, 25-22, 25-19, 11-15 |
| 12ª giornata - 18 dicembre 2022 PalaWanny, Firenze      | Firenze               | 0 - 3 | Pro Victoria  | 19-25, 25-27, 21-25               |
| 13ª giornata - 26 dicembre 2022 Arena di Monza, Monza   | Pro Victoria          | 3 - 0 | UYBA          | 25-19, 25-13, 25-18               |

#### Girone di ritorno
| 14ª giornata - 8 gennaio 2023 Palazzetto dello Sport, Villafranca Piemonte | Pinerolo      | 0 - 3 | Pro Victoria          | 22-25, 21-25, 21-25               |
| 15ª giornata - 15 gennaio 2023 Arena di Monza, Monza                       | Pro Victoria  | 2 - 3 | Casalmaggiore         | 17-25, 25-11, 22-25, 26-24, 10-15 |
| 16ª giornata - 22 gennaio 2023 Palazzetto dello sport, Bergamo             | Bergamo 1991  | 3 - 2 | Pro Victoria          | 14-25, 25-17, 23-25, 25-19, 16-14 |
| 17ª giornata - 4 febbraio 2023 Arena di Monza, Monza                       | Pro Victoria  | 3 - 1 | Wealth Planet Perugia | 24-26, 25-20, 26-24, 25-11        |
| 18ª giornata - 11 febbraio 2023 PalaFontescodella, Macerata                | Helvia Recina | 0 - 3 | Pro Victoria          | 14-25, 23-25, 21-25               |
| 19ª giornata - 19 febbraio 2023 PalaCarneroli, Urbino                      | Megavolley    | 1 - 3 | Pro Victoria          | 25-20, 15-25, 21-25, 22-25        |
| 20ª giornata - 26 febbraio 2023 Arena di Monza, Monza                      | Pro Victoria  | 2 - 3 | Savino Del Bene       | 22-25, 28-26, 22-25, 25-21, 7-15  |
| 21ª giornata - 5 marzo 2023 Palalido, Milano                               | Pro Victoria  | 0 - 3 | Imoco                 | 23-25, 15-25, 23-25               |
| 22ª giornata - 11 marzo 2023 PalaMaddalene, Chieri                         | Chieri '76    | 0 - 3 | Pro Victoria          | 23-25, 20-25, 18-25               |
| 23ª giornata - 18 marzo 2023 Arena di Monza, Monza                         | Pro Victoria  | 3 - 0 | Cuneo Granda          | 25-22, 25-17, 25-15               |
| 24ª giornata - 26 marzo 2023 PalaTerdoppio, Novara                         | AGIL          | 1 - 3 | Pro Victoria          | 25-17, 20-25, 21-25, 21-25        |
| 25ª giornata - 1º aprile 2023 Arena di Monza, Monza                        | Pro Victoria  | 3 - 0 | Firenze               | 25-11, 25-23, 25-22               |
| 26ª giornata - 8 aprile 2023 PalaPiantanida, Busto Arsizio                 | UYBA          | 0 - 3 | Pro Victoria          | 22-25, 11-25, 19-25               |

#### Play-off scudetto
| Quarti di finale (gara 1) - 16 aprile 2023 Arena di Monza, Monza | Pro Victoria    | 3 - 2 | Casalmaggiore   | 25-19, 22-25, 25-20, 18-25, 15-12 |
| Quarti di finale (gara 2) - 19 aprile 2023 PalaRadi, Cremona     | Casalmaggiore   | 3 - 2 | Pro Victoria    | 30-28, 25-18, 20-25, 23-25, 15-12 |
| Quarti di finale (gara 3) - 23 aprile 2023 Arena di Monza, Monza | Pro Victoria    | 3 - 1 | Casalmaggiore   | 25-21, 25-22, 22-25, 25-21        |
| Semifinali (gara 1) - 27 aprile 2023 PalaWanny, Firenze          | Savino Del Bene | 3 - 1 | Pro Victoria    | 21-25, 25-12, 25-13, 25-23        |
| Semifinali (gara 2) - 30 aprile 2023 Arena di Monza, Monza       | Pro Victoria    | 3 - 1 | Savino Del Bene | 25-22, 23-25, 25-22, 25-21        |
| Semifinali (gara 3) - 3 maggio 2023 PalaWanny, Firenze           | Savino Del Bene | 2 - 3 | Pro Victoria    |                                   |
| Finale (gara 1) - 6 maggio 2023 PalaVerde, Villorba              | Imoco           | 3 - 2 | Pro Victoria    | 23-25, 25-23, 23-25, 25-19, 15-11 |
| Finale (gara 2) - 9 maggio 2023 Arena di Monza, Monza            | Pro Victoria    | 3 - 0 | Imoco           | 25-22, 25-23, 25-18               |
| Finale (gara 3) - 11 maggio 2023 PalaVerde, Villorba             | Imoco           | 2 - 3 | Pro Victoria    | 21-25, 25-14, 25-20, 25-27, 13-15 |
| Finale (gara 4) - 13 maggio 2023 Arena di Monza, Monza           | Pro Victoria    | 0 - 3 | Imoco           | 24-26 20-25 17-25                 |
| Finale (gara 5) - 15 maggio 2023 PalaVerde, Villorba             | Imoco           | 3 - 1 | Pro Victoria    | 23-25, 26-24, 25-17, 25-21        |

### Coppa Italia
| Quarti di finale - 25 gennaio 2023 Palazzetto dello Sport, Monza | Pro Victoria | 3 - 0 | Casalmaggiore | 25-23, 28-26, 25-16 |
| Semifinali - 28 gennaio 2023 Unipol Arena, Casalecchio di Reno   | Bergamo 1991 | 0 - 3 | Pro Victoria  | 17-25, 21-25, 15-25 |
| Finale - 29 gennaio 2023 Unipol Arena, Casalecchio di Reno       | Imoco        | 3 - 0 | Pro Victoria  | 25-17, 25-23, 25-19 |

### Champions League

#### Fase a gironi
| 1ª giornata - 7 dicembre 2022 Arena di Monza, Monza Durata: 1h:18 - Spettatori: 1 784             | Pro Victoria     | 3 - 0 | Prometej         | 25-17, 25-20, 25-21              |
| 2ª giornata - 21 dicembre 2022 Sala Sporturilor, Târgu Mureș Durata: 1h:42 - Spettatori: 1 000    | Alba-Blaj        | 1 - 3 | Pro Victoria     | 25-20, 16-25, 21-25, 21-25       |
| 3ª giornata - 12 gennaio 2023 La Palestre, Le Cannet Durata: 1h:53 - Spettatori: 1 130            | Volero Le Cannet | 3 - 2 | Pro Victoria     | 23-25, 25-20, 14-25, 25-15, 15-6 |
| 4ª giornata - 18 gennaio 2023 Palalido, Milano Durata: 1h:14 - Spettatori: 4 886                  | Pro Victoria     | 3 - 0 | Alba-Blaj        | 25-16, 25-18, 25-16              |
| 5ª giornata - 31 gennaio 2023 Sportovní hala Klimeška, Kutná Hora Durata: 1h:38 - Spettatori: 150 | Prometej         | 1 - 3 | Pro Victoria     | 19-25, 18-25, 26-24, 14-25       |
| 6ª giornata - 8 febbraio 2023 Palalido, Milano Durata: 1h:50 - Spettatori: 4 611                  | Pro Victoria     | 3 - 1 | Volero Le Cannet | 23-25, 26-24, 25-18, 25-15       |

#### Fase a eliminazione diretta
| Quarti di finale (andata) - 15 marzo 2023 VakıfBank Spor Sarayı, Istanbul | VakıfBank    | 3 - 0 | Pro Victoria | 25-18, 25-19, 25-17               |
| Quarti di finale (ritorno) - 21 marzo 2023 Palalido, Milano               | Pro Victoria | 2 - 3 | VakıfBank    | 25-18, 22-25, 25-22, 21-25, 11-15 |

## Statistiche

### Statistiche di squadra
| Competizione     | Punti | In casa | In casa | In casa | In trasferta | In trasferta | In trasferta | Totale | Totale | Totale |
| Competizione     | Punti | G       | V       | P       | G            | V            | P            | G      | V      | P      |
| ---------------- | ----- | ------- | ------- | ------- | ------------ | ------------ | ------------ | ------ | ------ | ------ |
| Serie A1         | 61    | 18      | 13      | 5       | 19           | 13           | 6            | 37     | 26     | 11     |
| Coppa Italia     | -     | 1       | 1       | 0       | 0            | 0            | 0            | 3      | 2      | 1      |
| Champions League | 16    | 4       | 3       | 1       | 4            | 2            | 2            | 8      | 5      | 3      |
| Totale           | -     | 23      | 17      | 6       | 23           | 15           | 8            | 48     | 33     | 15     |

G = partite giocate; V = partite vinte; P = partite perse

### Statistiche dei giocatori
| Giocatore       | Serie A1 | Serie A1 | Serie A1 | Serie A1 | Serie A1 | Coppa Italia | Coppa Italia | Coppa Italia | Coppa Italia | Coppa Italia | Champions League | Champions League | Champions League | Champions League | Champions League | Totale | Totale | Totale | Totale | Totale |
| Giocatore       | P        | PT       | AV       | MV       | BV       | P            | PT           | AV           | MV           | BV           | P                | PT               | AV               | MV               | BV               | P      | PT     | AV     | MV     | BV     |
| --------------- | -------- | -------- | -------- | -------- | -------- | ------------ | ------------ | ------------ | ------------ | ------------ | ---------------- | ---------------- | ---------------- | ---------------- | ---------------- | ------ | ------ | ------ | ------ | ------ |
| A. Allard       | 0        | 0        | 0        | 0        | 0        | -            | -            | -            | -            | -            | 0                | 0                | 0                | 0                | 0                | 0      | 0      | 0      | 0      | 0      |
| E. Begić        | 26       | 40       | 35       | 1        | 4        | 0            | 0            | 0            | 0            | 0            | 1                | 10               | 10               | 0                | 0                | 30     | 50     | 45     | 1      | 4      |
| L. Camera       | 8        | 5        | 3        | 1        | 1        | 1            | 0            | 0            | 0            | 0            | 2                | 0                | 0                | 0                | 0                | 11     | 5      | 3      | 1      | 1      |
| S. Candi        | 34       | 55       | 30       | 16       | 9        | 3            | 0            | 0            | 0            | 0            | 5                | 25               | 17               | 7                | 1                | 42     | 80     | 47     | 23     | 10     |
| R. Folie        | 31       | 284      | 184      | 84       | 16       | 3            | 16           | 13           | 3            | 0            | 4                | 32               | 19               | 10               | 3                | 38     | 332    | 216    | 97     | 19     |
| H. Hryškevič    | 29       | 198      | 156      | 26       | 16       | 3            | 5            | 5            | 0            | 0            | 7                | 75               | 62               | 6                | 7                | 39     | 278    | 223    | 32     | 23     |
| J. Larson       | 23       | 216      | 181      | 16       | 19       | 3            | 25           | 22           | 2            | 1            | 6                | 29               | 23               | 3                | 3                | 32     | 270    | 226    | 21     | 23     |
| P. Martin       | 3        | 5        | 5        | 0        | 0        | -            | -            | -            | -            | -            | 0                | 0                | 0                | 0                | 0                | 3      | 5      | 5      | 0      | 0      |
| B. Negretti     | 16       | 0        | 0        | 0        | 0        | 3            | 0            | 0            | 0            | 0            | 4                | 0                | 0                | 0                | 0                | 23     | 0      | 0      | 0      | 0      |
| A. Orro         | 36       | 132      | 62       | 42       | 28       | 3            | 5            | 2            | 3            | 0            | 7                | 32               | 13               | 9                | 10               | 47     | 169    | 77     | 54     | 38     |
| B. Parrocchiale | 34       | 0        | 0        | 0        | 0        | 0            | 0            | 0            | 0            | 0            | 7                | 0                | 0                | 0                | 0                | 41     | 0      | 0      | 0      | 0      |
| D. Rettke       | 25       | 132      | 93       | 31       | 8        | 1            | 2            | 0            | 2            | 0            | 7                | 49               | 31               | 11               | 7                | 33     | 183    | 124    | 44     | 15     |
| J. Stevanović   | 32       | 235      | 153      | 60       | 22       | 3            | 15           | 8            | 5            | 2            | 7                | 48               | 35               | 11               | 2                | 42     | 298    | 186    | 76     | 26     |
| M. Stysiak      | 35       | 359      | 305      | 32       | 22       | 1            | 1            | 1            | 0            | 0            | 6                | 49               | 44               | 3                | 2                | 42     | 409    | 350    | 35     | 24     |
| M. Sylla        | 31       | 307      | 258      | 39       | 10       | 3            | 22           | 20           | 1            | 1            | 7                | 64               | 52               | 4                | 8                | 41     | 393    | 330    | 44     | 19     |
| J. Thompson     | 32       | 513      | 459      | 34       | 20       | 3            | 61           | 56           | 5            | 0            | 7                | 106              | 90               | 11               | 5                | 42     | 680    | 605    | 50     | 25     |

P = presenze; PT = punti totali; AV = attacchi vincenti; MV = muri vincenti; BV = battute vincenti